# Revista del Movimiento Intelectual de Europa
La Revista del Movimiento Intelectual de Europa fue una publicación periódica editada en Madrid entre 1865 y 1867, en las postrimerías del reinado de Isabel II.

## Historia
Editada en Madrid, publicó su primer número el 11 de junio de 1865, con un ejemplar de 8 páginas y unas dimensiones de 0,180 x 0,120 m y periodicidad semanal. Más adelante estuvo suspensa su publicación algunos meses. El 2 de noviembre de 1867 reapareció, de forma diaria, para, el 31 de diciembre de dicho año, cesar definitivamente su publicación, encargándose de cubrir las suscripciones el periódico Las Novedades. La revista, cuyo director señala Eugenio Hartzenbusch e Hiriart que podría haber sido Felipe Picatoste, contó en sus páginas con colaboraciones de Benito Pérez Galdós.